# Jordanoleiopus villiersi
Jordanoleiopus villiersi es una especie de escarabajo longicornio del género Jordanoleiopus, tribu Acanthocinini, familia Cerambycidae. Fue descrita científicamente por Lepesme & Breuning en 1953.

## Distribución
Se distribuye por Bioko, Guinea Ecuatorial.

## Descripción
La especie mide 4 milímetros de longitud. El período de vuelo ocurre en el mes de diciembre.